# PureScript
PureScript是一种强类型、纯函数式、最终编译为JavaScript的编程语言。PureScript可以开发网络应用程序、服务端应用程序，也可以借助Electron开发桌面应用程序。其语法大多与Haskell相当。此外，它还引入了行多态性和可扩展记录。不过，与Haskell相反的是，PureScript坚持严格求值策略。

## 历史
PureScript最初由费尔·弗里曼在2013年设计。他曾屡次尝试在保留語義的情況下，将Haskell编译成JavaScript（如使用Fay、Haste或GHCJS），但结果并不满意，於是他开始着手在PureScript上工作。
从此以后它由社区接手并在GitHub继续开发。社区开发的额外核心工具包括专门的构建工具Pulp、文档目录Pursuit和包管理器Spago。

## 特征
PureScript特征主要为严格求值、持久性数据结构和类型推论。PureScript的类型系统同类似的函数式语言如Haskell共享了很特征：代数数据类型及模式匹配、高种类类型、类型类及函数依赖和高秩多态。PureScript的类型系统增加了对行多态和可扩展记录的支持。但是，PureScript缺乏对Haskell的某些更高级特征如GADT和类型家族的支持。
PureScript编译器尝试产生尽可能可读的JavaScript代码。通过一个简单的FFI接口，它还允许重用现存的JavaScript代码。
PureScript支持增量编译，而且编译器发行包括了支持为迭代开发建造源代码编辑器插件。存在编辑器插件针对很多流行的编辑器，包括Vim、Emacs、Sublime Text、Atom和Visual Studio Code。
PureScript通过它的“类型孔洞”特征支持“类型驱动开发”，在其中可以构造具有缺失子表达式的程序。编译器随后将尝试推论出缺失子表达式的类型，并将这些类型报告给用户。这个特征已经启发了GHC的类似工作。

## 示例
一个最精简的Hello world程序如下：
```
module
 
Main
 
where

import
 
Effect.Console
 
(
log
)

main
 
=
 
log
 
"Hello World!"

```

在这里，程序的类型是由PureScript编译器推论出并检查。相同程序的更冗长版本可以包括显式的类型标注：
```
module
 
Main
 
where

import
 
Prelude

import
 
Effect
 
(
Effect
)

import
 
Effect.Console
 
(
log
)

main
 
::
 
Effect
 
Unit

main
 
=
 
log
 
"Hello World!"

```

## 引用
1. ↑  . 2024年2月7日  [2024年2月20日].
2. ↑  . GitHub.   [2021-02-14]. （原始内容存档于2021-04-25）.
3. ↑  .   [2021-02-28]. （原始内容存档于2020-11-08）.
4. ↑  . www.purescript.org.   [2019-03-14]. （原始内容存档于2021-02-05）.
5. ↑  .   [2021-02-28]. （原始内容存档于2021-01-18）.
6. ↑  .   [2021-02-28]. （原始内容存档于2020-12-09）.
7. ↑  . leanpub.com.   [2019-03-14]. （原始内容存档于2020-11-29）.
8. ↑  .   [2021-02-28]. （原始内容存档于2021-11-21）.
9. ↑  , PureScript Contrib, 2019-03-08  [2019-03-14], （原始内容存档于2020-12-05）
10. ↑  . pursuit.purescript.org.   [2019-03-14]. （原始内容存档于2021-03-01）.
11. ↑  , spacchetti, 2019-03-14  [2019-03-14]
12. 1 2  , PureScript, 2019-03-14  [2019-03-14], （原始内容存档于2021-04-25）
13. ↑  , 2019-04-21  [2019-04-21]
14. ↑  , 2016-10-27
15. ↑  Matthías Páll Gissurarson, , 2018-09-27